# Aram Van Ballaert
Aram Van Ballaert (29 mei 1971) is een Belgisch gitarist en componist die actief is sinds 1988. Met zijn klassieke gitaarrepertoire concerteerde hij in Europa, Afrika en het Midden-Oosten. In 2012 componeerde hij ook voor de televisie.

## Biografie
Na verschillende internationale samenwerkingen als gastmuzikant bij orkesten als deFilharmonie en het Brussels Philharmonic heeft Van Ballaert een klassieke solocarrière uitgebouwd.
De cd's 'Danza' (2002) en 'TRI' (2005) werden opgevolgd door een concertreeks in België, Nederland, Bulgarije, Hongarije, Oekraïne, de Democratische Republiek Kongo en Saoedi-Arabië. Samen met ensemble Piacevole en bandoneonist Alfredo Marcucci, speelde Van Ballaert als solist talloze uitvoeringen van het dubbelconcerto van Astor Piazzolla.
In het 'lichtere' genre is Van Ballaert actief als gitarist bij Ronny Mosuse en bij Novastar, van wie in 2009 een live dvd uitkwam. Van Ballaert was van 2008 tot hun afscheid in januari 2023 als Dave de Peuter/Lady Dave ook drummer bij de Clement Peerens Explosition, een humoristisch rocktrio onder leiding van Hugo Matthysen. In 2023 gaat hij op tournee met Huroram! Met Hugo Matthysen en Ronny Mosuse brengen ze muziek uit het oeuvre van Matthysen.
Van Ballaert werkt ook als componist voor televisie. In 2012 heeft hij de muziek geschreven voor de zondagavondserie Quiz Me Quick, geregisseerd door Jan Matthys en geschreven door Bart De Pauw.
Aram Van Ballaert is docent aan het Lemmensinstituut (onderdeel van het Leuven University College of Arts - LUCA), en hij geeft les aan de kunsthumaniora en het conservatorium in Leuven en Mechelen.

## Discografie

### Albums
- The Hum (2000) – samen met Anton Walgrave
- Before The Dawn (2002) – samen met Anton Walgrave
- Danza (2002) - solo
- Stronger (2002) – samen met Ronny Mosuse
- TRI (2005) – solo
- Shine (2006) - samen met Anton Walgrave
- Allemaal Anders (2008) – samen met Ronny Mosuse
- Almost Bangor (2008) – samen met Novastar
- Masterworks (2008) - samen met Clement Peerens Explosition
- Olraait! (2011) – samen met Clement Peerens Explosition
- Quiz me Quick (2012) – Aram & ensemble

### DVD
- Live in Congo (2008) – samen met Ronny Mosuse
- Almost Bangor (Live) (2009) – samen met Novastar

### Compositie voor televisie
- Quiz me Quick (2012) – Regie Jan Matthys / scenario Bart De Pauw